# پرووکی
پرووکی (به لهستانی:  Prełuki) یک روستا در لهستان است که در گمینا کومانگچا واقع شده‌است. پرووکی ۱۰ نفر جمعیت دارد.